# Sudan SU01
Sudan SU01 var namnet på Sveriges menade militära insats i Darfur i Sudan. Försvarsmakten hade fått till uppgift att förbereda för en insats i FN-missionen UNAMID i Sudan, Darfur men har fått beslut om att ställa in insatsen. Omkring 140 personer rekryteras till den ingenjörbataljon som planerades tillsammans med Norge. Det norsk-svenska ingenjörförbandet skulle kunna få till uppgift att exempelvis bygga vägar, förbindelser och camp för FN-styrkorna i området, och avdela personal till eskort av hjälpsändningar.
Det är en ingenjörsstyrka på 140 man från beredskapsförbandet EN04 som var tänkt för eventuell insats i Darfur. Förbandet avrustade vecka 5 2008 efter regeringsbeslut om att insatsen skulle ställas in.